# Sternostylidae
Sternostylidae zijn een familie van kreeftachtigen uit de klasse van de Malacostraca (hogere kreeftachtigen).

## Geslachten
- Sternostylus Baba, Ahyong & Schnabel, 2018